# 사랑을 놓치다
"사랑을 놓치다"(영어: Lost In Love)는 영화 "마파도"를 통해 흥행감독으로 떠오른 추창민 감독의 첫 멜로물로, 대학시절부터 이어진 10년이라는 시간동안 만남과 헤어짐을 반복해 온 두 남녀의 '인연'에 관한 이야기이다. 설경구와 송윤아가 주연한 섬세하고 잔잔한 로맨스물이며, 그동안 텔레비전 드라마에서만 오랫동안 활동해 온 탤런트 이휘향의 스크린 데뷔작이기도 하다.

## 줄거리
영화 '사랑을 놓치다'는 대학 시절부터 오랜 친구 사이인 연수와 우재의 10년에 걸친 감정 변화를 그린 멜로 드라마이다. 연수는 우재를 짝사랑하지만, 자신의 마음을 드러내는 것을 두려워하고, 우재는 연수의 마음을 알아채지 못한다. 그러던 중 10년 후, 우재는 연수와의 관계를 이전과는 다르게 생각하게 되면서 두 사람의 관계에 새로운 국면을 맞이하게 된다. 영화는 두 주인공의 엇갈리는 감정과 뒤늦은 깨달음을 섬세하게 묘사하며, 오랜 우정 속에서 피어나는 사랑의 복잡한 감정을 보여준다.

## 캐스팅
- 설경구 - 우재 역
- 송윤아 - 연수 역
- 이기우 - 상식 역
- 이휘향 - 연수 모 역
- 장항선 - 아저씨 역
- 전배수 - 현태 역
- 김승욱 - 두식 역
- 황석정 - 혜정 역

## 스탭
- 감독 : 추창민
- 각본 : 추창민, 이정섭, 정선주, 이지선
- 프로듀서 : 백선희
- 기획 : 이민호
- 촬영 : 이기원
- 조명 : 남진아
- 조연출 : 조영민
- 동시녹음 : 김성훈
- 음악 : 정동인, 루시드 폴, 이상순, 김연우 등
- 편집 : 김용수
- 미술 : 홍승진, 이봉환, 안수진
- 분장-헤어 : 장진
- 의상 : 김지연
- 제작 : 시네마서비스
- 배급 : 시네마서비스

## 관련 음악
영화 O.S.T는 따로 발매되지 않았고, 김연우의 솔로 3집 앨범 수록곡들이 영화에 삽입되어 인기를 끌었다.(김연우의 앨범명 역시 영화와 동일하다.)
주제곡
- 김연우 - '사랑한다는 흔한 말'

삽입곡
- 김연우 - '바람, 어디에서 부는지'
- 김연우 - '사랑한다 안한다'

외

## 참고 사항
- 앞서 본 것처럼 이휘향(연수 모 역)의 스크린 데뷔작이기도 했으며 아저씨 역으로 나온 장항선은 이휘향이 출연한 KBS 2TV 봄날은 간다[2]의 조연출자 이건준씨가 담당 PD를 맡은 KBS 2TV 로즈마리에서 연기자(장항선)-연출자(이건준)로 호흡을 맞춘 바 있었는데 이휘향은 2003년 12월 3일부터 같은 달 25일까지 로즈마리와 경쟁한 SBS 천국의 계단 조연이었다.